# Eratoneura bigemina
Eratoneura bigemina är en insektsart som först beskrevs av Mcatee 1920.  Eratoneura bigemina ingår i släktet Eratoneura och familjen dvärgstritar. Inga underarter finns listade i Catalogue of Life.